# Richard C. Hoagland
Richard Charles Hoagland, född 25 april 1945 i Morristown, New Jersey, är en amerikansk författare, och förespråkare av diverse konspirationsteorier om NASA, försvunna utomjordiska civilisationer på månen, Mars och andra hithörande ämnen.
Hans åsikter har aldrig publicerats i referentgranskade vetenskapliga  tidskrifter.
Hoagland har beskrivits av James Oberg från The Space Review och Phil Plait från Badastronomy.com som en konspirationsteoretiker och marginell pseudovetenskapare.